# Placówka Straży Celnej „Trzebosz”

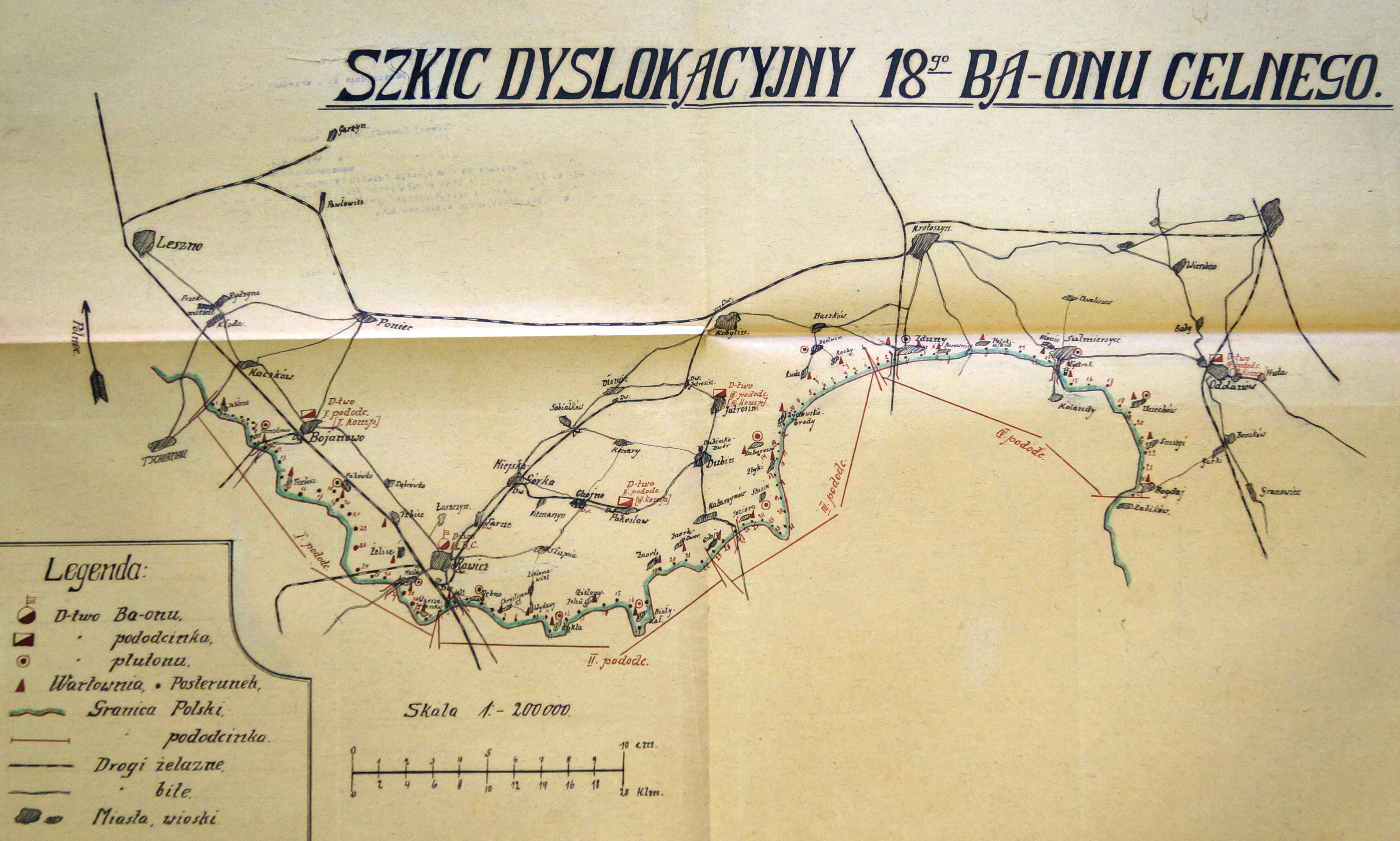
Szkic rozmieszczenia 18 batalionu celnego „Rawicz”

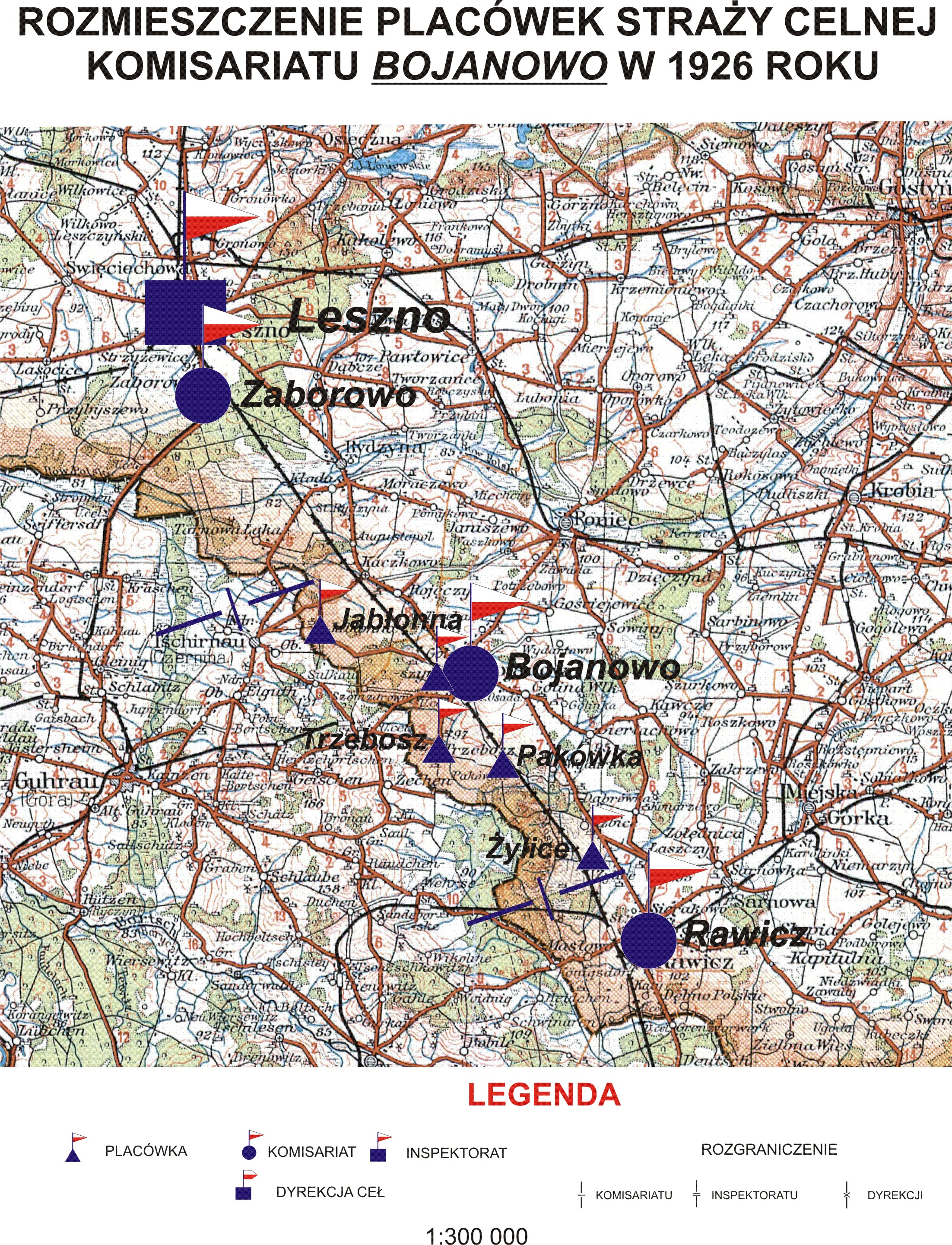
Rozmieszczenie placówek Straży Celnej komisariatu „Bojanowo”

Placówka Straży Celnej „Trzebosz” – jednostka organizacyjna Straży Celnej pełniąca w okresie międzywojennym służbę ochronną na granicy polsko-niemieckiej.

## Formowanie i zmiany organizacyjne
Na wniosek Ministerstwa Skarbu, uchwałą z 10 marca 1920 roku, powołano do życia Straż Celną. Jednostki Straży Celnej rozpoczęły przejmowanie odcinków granicy od pododdziałów Batalionów Celnych. W 1921 roku w Bojanowie stacjonował sztab 1 kompanii 18 batalionu celnego. 1 kompania celna wystawiła między innymi placówkę w Trzeboszu. Proces tworzenia Straży Celnej trwał do końca 1922 roku. Placówka Straży Celnej „Trzebosz” weszła w podporządkowanie komisariatu Straży Celnej „Bojanowo” z Inspektoratu SC „Leszno”.
W drugiej połowie 1927 roku przystąpiono do gruntownej reorganizacji Straży Celnej. W praktyce skutkowało to rozwiązaniem tej formacji granicznej. Ochronę północnej, zachodniej i południowej granicy państwa przejęła powołana z dniem 2 kwietnia 1928 roku Straż Graniczna. W strukturach nowo powstałej formacji placówki „Trzebosz” nie odtworzono.

## Funkcjonariusze placówki
Kierownicy placówki
| stopień          | imię i nazwisko, numer | okres pełnienia służby | kolejne stanowisko |
| ---------------- | ---------------------- | ---------------------- | ------------------ |
| starszy strażnik | Ludwik Nowak (756)     | był w 1926             |                    |

Obsada personalna placówki w 1926:
- starszy strażnik Ludwik Nowak (756)
- strażnik Józef Klupś (633)
- strażnik Walenty Turbański (1570)
- strażnik Jakub Wiatrowski (1334)
- strażnik Antoni Walkowiak (1359)
- strażnik Michał Lorenz (2479)
- strażnik Aleksander Śniegocki (2733)
- strażnik Ludwik Stachowiak (2709)